# Kryspus (postać biblijna)
Kryspus – postać biblijna.
Postać występująca w Nowym Testamencie w Dziejach Apostolskich apostoła Łukasza (Dz.Ap. 18,8 BT). Pełnił funkcję przełożonego korynckiej synagogi. W czasie drugiej podróży apostoła Pawła został ochrzczony razem z całą swą rodziną. Zaliczany do grona Siedemdziesięciu dwóch wysłańców Jezusa Chrystusa.